# Pagode (templo)

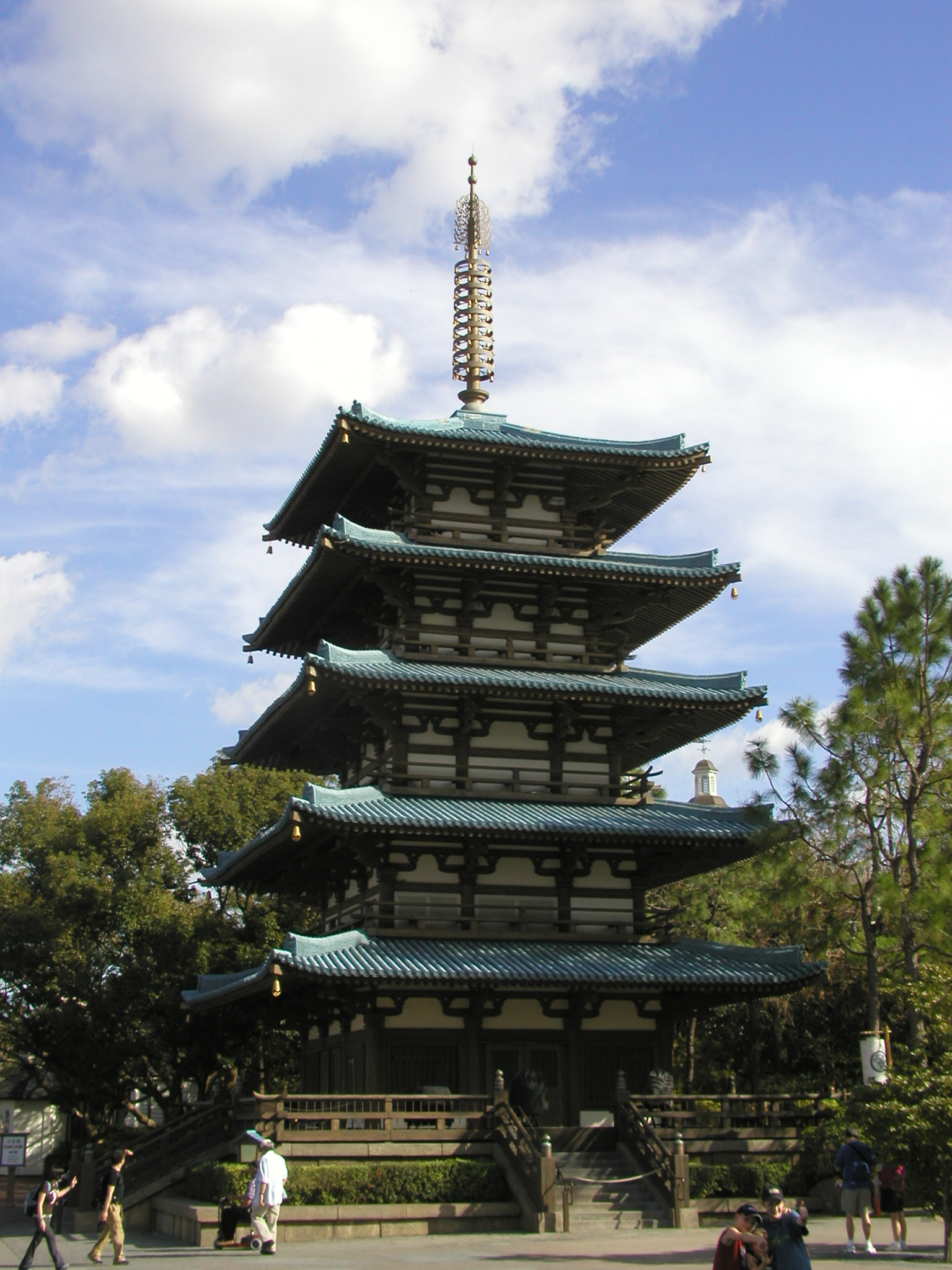
Pagode japonês no Epcot do Walt Disney World Resort, em Orlando, na Flórida, nos Estados Unidos

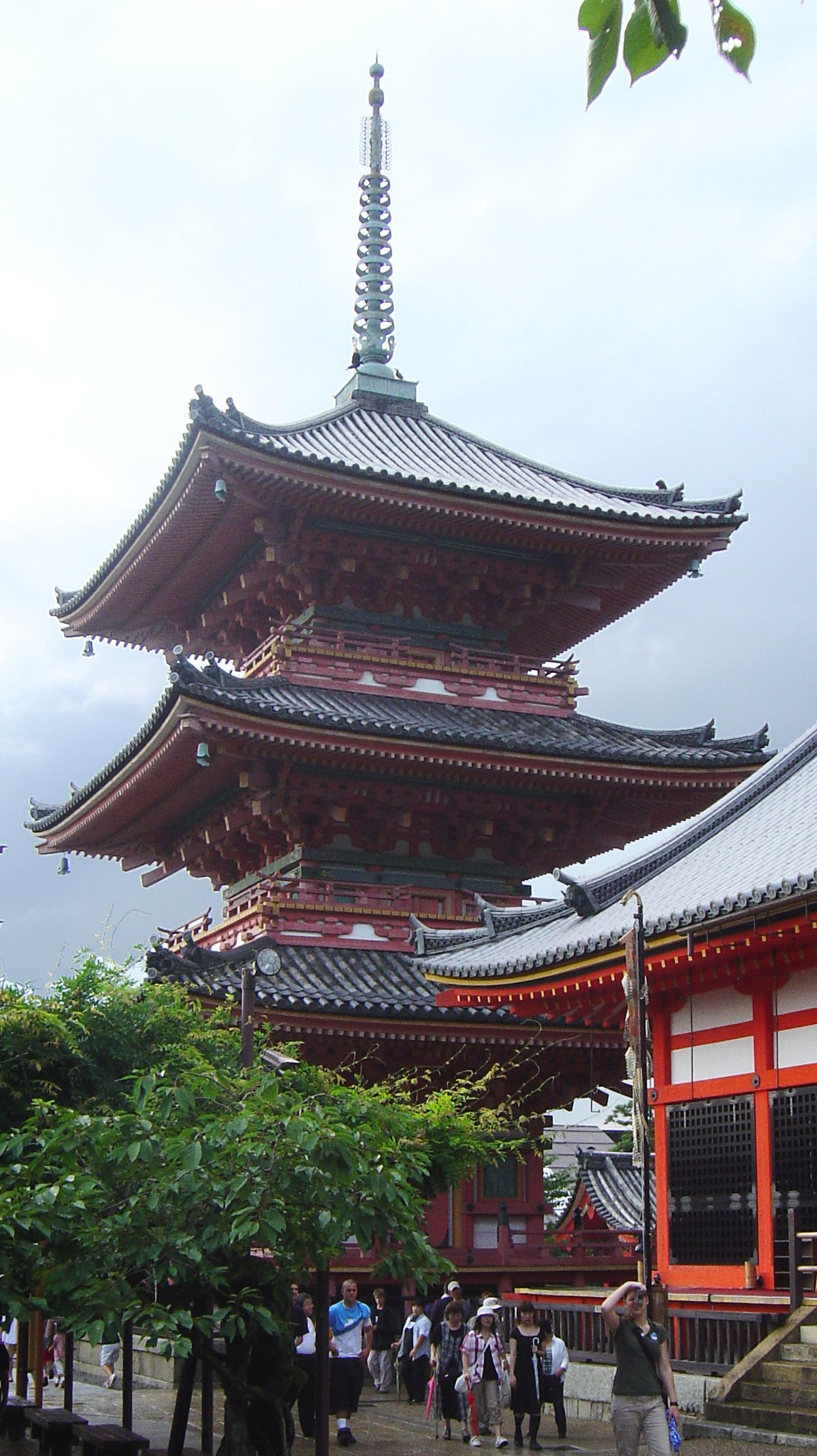
Pagode em Kiyomizu-dera, em Quioto, no Japão

Pagode é uma torre com múltiplas beiradas, comum na China, no Japão, nas Coreias, no Nepal e em outras partes da Ásia. Em muitos contextos, é usado como sinônimo de estupa, mesmo sendo derivado do mesmo. Muitos dos pagodes foram construídos para fins religiosos, geralmente budistas, por isso localizavam-se dentro ou próximo a templos.
O pagode mais alto do mundo está localizado na China.
Em alguns países, pode referir-se a outras construções religiosas. Por exemplo, no Vietnã, "pagode" é um termo genérico significando "local de trabalho".[carece de fontes?]
Acredita-se que o desenho original dos pagodes tenha nascido entre os neuaris do Vale de Catmandu, no Nepal. A partir de então, essa estrutura arquitetônica espalhou-se pela Ásia, adquirindo diversas formas à medida em que detalhes específicos de cada região iam sendo incorporados ao modelo original.
Pagodes costumam atrair raios devido à altura. Essa tendência fez com que as pessoas vissem os pagodes como lugares carregados espiritualmente. Muitos deles têm uma antena no topo, conhecida como "finial", que tem valor simbólico dentro do budismo: por exemplo, ela pode conter formas representando um lótus. O finial também funciona como um para-raios,  protegendo o pagode de danos que os raios possam causar.

## Função
Apesar de muitos dos pagodes terem sido construídos com propósitos religiosos, eles podem também ser usados para embelezar vistas, para supervisão militar (por exemplo, como uma atalaia), ou para ajuda na navegação de navios. Alguns pagodes, como os Três Pagodes, na Cidade de Dali, também tornaram-se símbolo do local.

## Etimologia
A procedência da palavra "pagode" é incerta, com diferentes fontes afirmando diferentes derivações. A primeira aparição da palavra no inglês, de acordo com o Dicionário Oxford, data de 1634.
De acordo com o Dictionnaire Historique de la Langue Française, de Alain Rey (edição revisada de 1995), a palavra apareceu pela primeira vez no francês como "pagode", em 1545, significando "templo de uma religião oriental", sendo ela derivada de igual palavra do português, datada de 1516. A derivação é hipotética. Possíveis raízes podem ser do dravidiano pagodi ou pagavadi, de um dos nomes de Kali derivado do sânscrito bhagavati ("deusa"), e do persa butkada ("templo").
De acordo com A Pictorial History of Chinese Architecture (MIT Press, 1984), de Liang Ssu-Cheng, a palavra "pagode" deriva do chinês 八角塔 (em pinyin, bā jiǎo tǎ), significando literalmente "torre de oito cantos". Pagodes com base octogonal eram muito populares durante o final da Dinastia Ming e o início da Dinastia Qing, período em que os europeus mantiveram contato com os chineses.
No século XVIII, o Chinoiserie, estilo artístico baseado na arte chinesa, tornou-se popular na Europa, introduzido pelo comércio crescente e pelas novas rotas de viagem. Um exemplo é o pagode dos Jardins de Kew, na Inglaterra, completado em 1762 como um presente à princesa Augusta, mãe de George III.

## Pagodes famosos
- Pagode An Quang, local de encontro de vietnamitas budistas em Ho Chi Minh e sede do Instituto para a Propagação do Darma
- Muitos dos pagodes com fins religiosos são stupas budistas. No entanto, alguns pagodes servem como mesquitas ou como igrejas, ou etc. O Pagode Daqin, na China, é um exemplo, sendo construído pelos primeiros cristãos.
- Pagode Jade Chop, na região dos Três Desfiladeiros do Rio Yangtzé, na República Popular da China
- Pagode Templo Miruksa, em Iksan, província de Chollabuk-do, na República da Coreia, um pagode paekche construído em meados do século V
- Toji, a mais alta estrutura de madeira do Japão
- Torre de Porcelana, uma maravilha do mundo medieval, localizada em Nanquim, na República Popular da China